# Col de la Croix
De Col de la Croix is een 1778 meter hoge Zwitserse bergpas die de verbinding vormt tussen Bex en Les Diablerets in het kanton Vaud. 
De pas is gewoonlijk van oktober tot mei afgesloten voor verkeer in verband met hevige sneeuwval in het gebied.
Ondanks dat Col de la Croix in Zwitserland is gelegen is de bergpas twee keer opgenomen in wielerkoers Ronde van Frankrijk. Op de top van de Col de la Croix kwamen in de Ronde van Frankrijk als eerste door:
- 1997:  José Jaime González
- 2022:  Simon Geschke

Albrun · Albula · Alpe Gesero · Bernina · Brünig · Chasseral · Croix · Ferret · Flüela · Forclaz · Furka · Furggu · Gemmi · Glas · Glaubenberg ·  Glaubenbüelen · Gries · Grimsel · Grote Scheidegg · Grote St.-Bernhard · Gurnigel · Gueulaz · Jaun · Julier · Klausen · Kleine Scheidegg · Kunkel · Lenzerheidepas · Livigno · Lukmanier · Maloja · Moosalp · Morgins · Mosses · · Saanenmöser · Neggia · Nufenen · Oberalp · Ofen · Pillon · Planches · Pragel · San Bernardino · Sanetsch · Schallenberg · Simplon · Sint-Gotthard · Splügen · Susten · Umbrail · Vue des Alpes · Wolfgang